# Primærrute 14
Primærrute 14 er en hovedvej, der løber fra Roskilde i sydvestlig retning ned gennem Midtsjælland til Næstved.
Fra Ring 2 i Roskilde føres vejen gennem Osted, forbi Ringsted, Vetterslev, Herlufmagle til Næstved, hvor den slutter ved tilkørslen til Ring Nord.
Rute 14 har en længde på ca. 49 km.